# Fuad Amin
Fuad Anwar Amin (arab.: نادي الوصل) (ur. 13 października 1972) – piłkarz pochodzący z Arabii Saudyjskiej grający na pozycji pomocnika. Kapitan reprezentacji grał na mundialu w 1994 i 1998 roku. Grał w takich klubach, jak Al-Szabab Rijad i An-Nassr oraz chiński Sichuan Guancheng.
Sławę w swoim kraju zdobył dzięki zdobyciu pierwszej bramki dla Arabii Saudyjskiej w Mistrzostwach Świata w 1994 roku w przegranym 1:2 spotkaniu z Holandią.